# Nobody Knows (Nik Kershaw)
Nobody Knows è un singolo del cantautore britannico Nik Kershaw, pubblicato nel settembre 1986 come secondo estratto dal terzo album in studio Radio Musicola.
Il brano è stato scritto e prodotto dallo stesso Nik Kershaw. Il brano presente come lato b del singolo è la traccia strumentale One of Our Fruit Machines Is Missing.

## Tracce
7" Single (MCA 258 569-7)
1. Nobody Knows – 4:18
2. One of Our Fruit Machines Is Missing – 3:38